# Robert Maxwell
Robert Maxwell (født 10. juni 1923 i Tjekkoslovakiet, død 5. november 1991) var en britisk politiker, forlægger og mediebaron.
Maxwell blev født som Ján Ludvík Hoch i den karpato-ukrainske by Slatinské Doly og flygtede i 1940 til Storbritannien. I 1941 meldte han sig til pionerkorpset og i 1943 blev han overført til North Staffordshire Regiment og avancerede her til kaptajn og modtog i januar 1945 et Military Cross. Det var også i denne periode, at han skiftede navn til Ian Robert Maxwell (han brugte så vidt vides aldrig Ian). I 1945 giftede han sig med den franske Elisabeth Meynard.
Efter krigen skabte Maxwell sig en formue i forlagsbranchen, og i perioden 1964-70 var han parlamentsmedlem for Labour.
Med udgangspunkt i Daily Mirror skabte han siden et medieimperium, som bl.a. rummede halvdelen af MTV, men perioden bar også præg af fejder med den australskfødte Rupert Murdoch. I slutningen af sit liv var Maxwell i store økonomiske vanskeligheder, bl.a. var han under mistanke for at have forgrebet sig på sine selskabers pensionsmidler. 
Han blev fundet druknet i Atlanterhavet efter at være faldet overbord fra sin yacht i november 1991. Om det var ulykkestilfælde, selvmord eller mord er ikke opklaret.